# Acyglossa atramentaria
Acyglossa atramentaria är en tvåvingeart som först beskrevs av Johann Wilhelm Meigen 1826.  Acyglossa atramentaria ingår i släktet Acyglossa och familjen blomsterflugor. Inga underarter finns listade i Catalogue of Life.